# Mamytwink
Mamytwink est une chaîne Youtube franco-luxembourgeoise de langue française créée en 2010 par le luxembourgeois Florian Henn (Mamytwink), et les français François Calvier et Julien Aubrée (Zecharia).

## Histoire

### Créateurs
Florian Henn, né le 27 février 1990 au Luxembourg, est le fils du photographe Laurent Henn. Il étudie, dès 2008, l'informatique à Supinfo, à Metz et rencontre François Calvier, réalisateur et scénariste avec qui il crée, en 2009, la chaîne YouTube Mamytwink. En 2012, Florian rencontre Julien Aubrée (alias Zecharia) — étudiant à l'Université de Lorraine.

### Développement
En 2016, face au succès, Florian, François et Julien créent l'entreprise Dix Dix-Neuf Productions, et s'orientent vers l'histoire. Le nombre d'abonnés passe, de 2016 à 2018, de 90 000 à 930 000. Ils publient, en 2018, Les explorations nocturnes et apparaissent dans l'émission Grands Reportages, sur TF1, en février 2018. En 2020, ils publient leur deuxième livre Histoires de guerre[réf. nécessaire]. En 2009, ils créent le site Mamytwink rebaptisé « réseau Mamytwink », constitué en 2019 de plusieurs sites sur l'univers de World of Warcraft, Hearthstone et Overwatch, classé en janvier 2019, avec Hearthstone-decks.com, 17e et 22e sites de jeux vidéo en France selon l'Agence française pour le jeu vidéo.

### Partenaires
En 2014, ils s'installent à Bliiida, le Tiers-lieu d'Inspiration, d'Innovation & d'Intelligence collective de Metz. Entre 2018 et 2022, ils sont soutenus par Decathlon, Paramount, Dacia, l’office de tourisme de Jordanie, du Canada, la région, le département et la ville de Metz, qui mettent en avant des produits ou lieux, permettant de réaliser entre 10 et 15 000 € de chiffre d’affaires par mois. Warner Bros compte aussi parmi leurs clients.

### Mémoire de l'holocauste
Mamytwink a notamment traité de sujets liés à la Seconde Guerre mondiale et à la Shoah.

## Filmographie

### Reportage
- 2019 : Dans les parties les plus radioactives de Tchernobyl
- 2023 : L'étrange histoire de Pyramiden, la ville fantôme du pôle Nord (ex-URSS)

### Chronique
- 2012-2013 Les expéditions inutiles sur Jeuxvideo.com

## Livres publiés
- Florian Henn, Julien Aubrée et François Calvier, Les explorations nocturnes, Neuilly-sur-Seine, Michel Lafon, 14 juin 2018, 207 p. (ISBN 978-2-7499-3594-2 et 2-7499-3594-6)
- Florian Henn, Julien Aubrée et François Calvier, Histoires de guerre, Neuilly-sur-Seine, Michel Lafon, 17 septembre 2020, 227 p. (ISBN 978-2749943084 et 2-7499-4308-6, OCLC 1198968965)
- Florian Henn et Julien Aubrée, Histoires de guerre : Les héros oubliés, Neuilly-sur-Seine, Michel Lafon, 22 septembre 2022, 208 p. (ISBN 978-2-7499-4922-2)
- Florian Henn et Julien Aubrée, Histoires de guerre - Cinq nouveaux destins au cœur des plus grands conflits mondiaux, Michel Lafon, 3 octobre 2024, 229 p. (ISBN 978-2-7499-5874-3)